# Calais Racing Union Football Club
Calais Racing Union Football Club - conhecido por Calais RUFC - foi um clube de futebol da França, sediado na cidade de Calais.

## História

### Formação
O clube, originalmente conhecido como Racing Club de Calais, foi fundado em 1902 após uma fusão entre o Sporting Club (S.C.C.) e o Football Club (F.C.C.) da cidade. Seus torcedores ganharam a alcunha de Canaris ("canarinhos"), devido ao uniforme dourado. Ganhou o nome atual em 1974 após a fusão com o Union Sportive de Calais, unindo o amarelo do RCC com o vermelho do USC; nisso surgiu o apelido Sang et Or ("Sangue e Ouro").

### Final da Copa da França de 1999–2000
Em 2000, à época na quarta divisão do futebol francês, surpreendeu ao chegar à decisão da Copa da França de 1999–2000 contra o Nantes. Treinado por Ladislas Lozano, o time superou Lille, Langon-Castet, Cannes, Strasbourg e Bordeaux na campanha.
O Calais, sob o comando do capitão Reginald Becque, chegou a abrir o placar aos 30 minutos do primeiro tempo com Jérôme Dutitre, mas levou a virada na segunda etapa, com 2 gols de Antoine Sibierski. As 2 equipes voltariam a se enfrentar na edição de 2005–2006, desta vez nas quartas-de-final, e novamente o Nantes venceria com um gol no final, marcado por Frédéric Da Rocha.

### Dissolução
Em 21 de setembro de 2017, o Calais foi dissolvido após uma decisão do Tribunal Superior de Boulogne-sur-Mer. A decisão se deu pelas dívidas acumuladas há anos pelo clube. Sua última partida foi em 10 de setembro, uma derrota contra o time Berck no estádio Julien-Denis. Sua casa era desde 2008 o Stade de l'Épopée ("Estádio da Epopeia").

## Títulos
- CFA - Grupo A: 1 (2006–07).
- Divisão 3 - Norte: 1 (1980–81)
- CFA 2 - Grupo A: 4 (1987–88, 1997–98, 2002–03, 2009–10)
- Divisão de Honra - Norte: 1 (1975–76)
- Divisão de Honra - Norte/Pas-de-Calais: 1 (1990–91)